# 퀘시 아피아
퀘시 아피아(Kwesi Appiah, 1990년 8월 12일 탬즈메드 ~ )는 가나의 축구 선수로, 현재 EFL 리그 투의 크롤리 타운에서 스트라이커로 뛰고 있다.